# Estrutura do capital
Em economia, estrutura do capital é o arranjo dos bens de produção em estágios sequenciais no tempo, desde aqueles de ordem superior, mais antecedentes e temporalmente distantes à obtenção final de bens de consumo, até os de ordem inferior, mais próximos à produção destes bens.

## Visão geral
Os bens capazes de causar a satisfação das necessidades humanas de maneira direta, tais como bebidas e alimentos preparados e servidos, peças de vestuário prontas para o uso, casas disponíveis para ser habitadas de imediato e outros bens de consumo, foram denominados por Menger como “bens de primeira ordem”. A produção desses bens de primeira ordem, segundo o mesmo autor, advém de um processo de transformação sequencial, causal, daqueles bens que não satisfazem diretamente os indivíduos, tais como os ingredientes crus para o preparo de refeições, os implementos agrícolas empregados na produção desses ingredientes, as matérias primas como aço, madeira e outros, chamados de “bens de ordem superior”: segunda, terceira, quarta ordem e assim por diante, conforme a posição que ocupem na sequência de produção. A partir dessa abordagem pioneira de Menger, o capital pôde ser concebido como uma estrutura no tempo, composta de estágios arranjados sequencialmente desde aqueles de ordem superior, mais antecedentes e temporalmente distantes à da obtenção final de bens de consumo, até os de ordem inferior, mais próximos à produção de bens de primeira ordem.
Böhm-Bawerk representou essa estrutura temporal do capital sob a forma de um diagrama formado por círculos concêntricos, cada um representando uma classe ou estágio de “maturidade” do processo produtivo. O círculo externo compreenderia os bens mais próximos de serem convertidos em bens de primeira ordem, enquanto os círculos internos compreenderiam os bens de ordem superior.

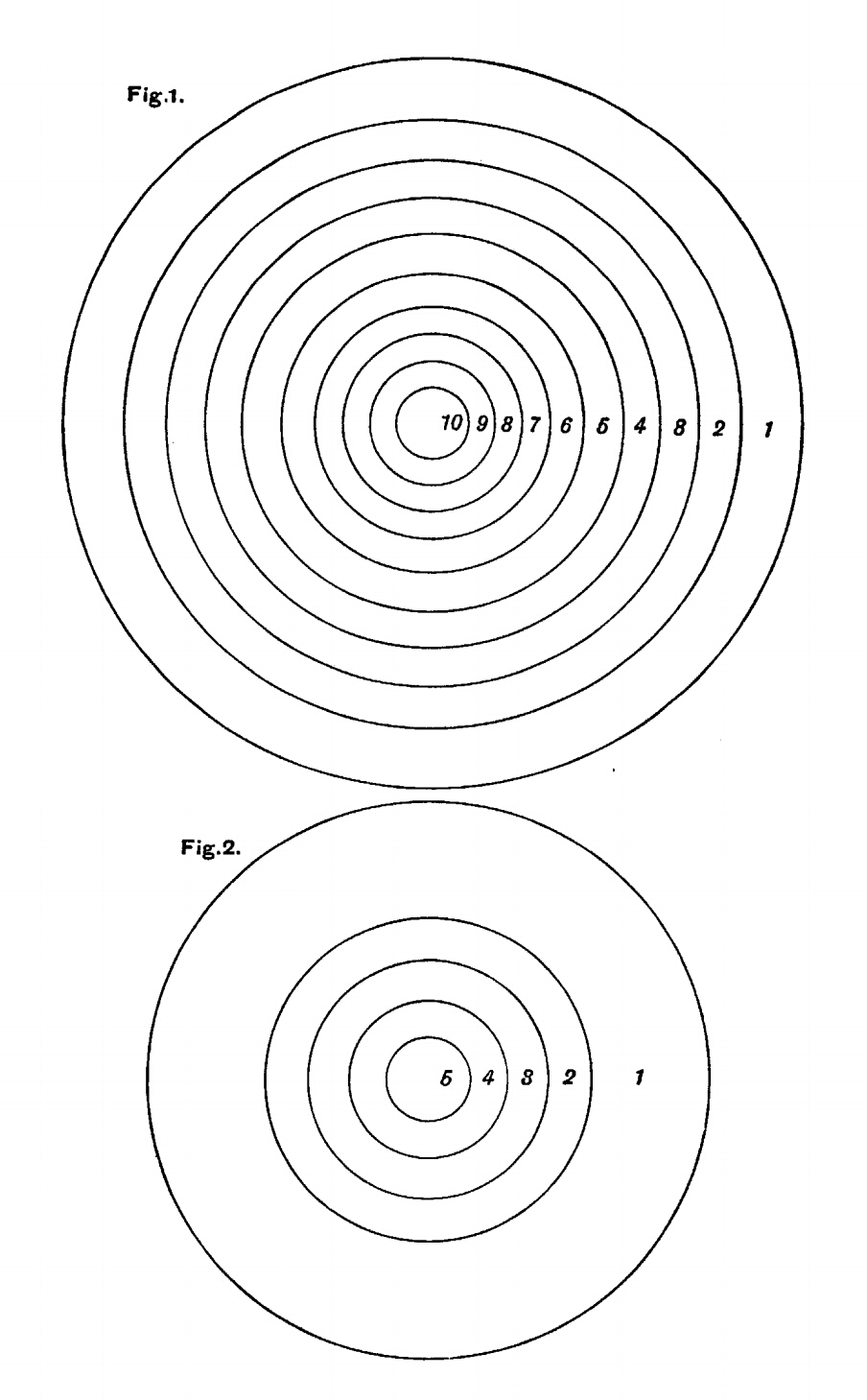
Círculos concêntricos de Böhm-Bawerk

Outra notória representação gráfica da estrutura do capital no tempo foi a concebida por Hayek, em que os estágios de produção são dispostos sobre uma linha do tempo e o valor dos bens produzidos em cada estágio, que tem tendência crescente, é representado pela hipotenusa de um triângulo retângulo.

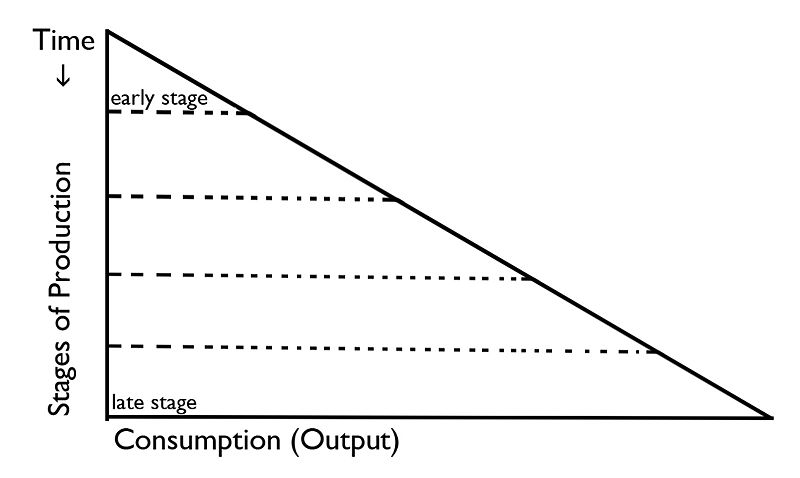
Triângulo de Hayek

## Termos relacionados
A estrutura do capital guarda relação com as noções de produção indireta e de preferência temporal.